# هنري هايملش
هنري جودا هايملش (بالإنجليزية: Henry Judah Heimlich)، وُلد في 3 فبراير عام 1920، وتوفي في 17 ديسمبر عام 2016، هو جراح صدر أمريكي وباحث طبي.
نُسب إليه اختراع مناورة هايملش، وهي تقنية دفع البطن لإيقاف الغصص، وُصفت هذه التقنية في مجلة الطب الإسعافي عام 1974. اخترع هايملش أيضًا جهاز فغر الرغامى المصغر المحمول للمرضى القادرين على المشي وصمام هيملش لنزح الصدر، أو ما يدعى «الصمام المرفرف» الذي ينزح الدم والهواء خارج جوف الصدر.

## مطلع حياته وتعليمه
وُلد هايملش في مدينة ويلمينغتون التابعة لولاية ديلاوير، وهو ابن ماري (إيبشتاين) وفيليب هايملش. كان جداه من جهة والده من المهاجرين المجر اليهود، وجداه من جهة والدته يهودًا روس. تخرج من مدرسة نيو روشيل الثانوية في نيويورك في عام 1937 ومن جامعة كورنيل (حيث أدى دور حامل الصولجان في فرقة بيغ ريد مارشن في جامعة كورنيل) حائزًا على شهادة البكالوريوس في الفن عام 1941. في عمر الثالثة والعشرين، استلم شهادة دكتور في الطب «إم دي» من كلية طب ويل كورنيل عام 1943. وبما أن توصيات فليكسنر لم تعد تطبق، كان بإمكانه التخرج من مدرسة الطب الأميركية في غضون سنتين.

## مسيرته المهنية
خدم هايملش بعد تخرجه من مدرسة الطب مع القوات البحرية الأميركية في الصين خلال الحرب العالمية الثانية، وطور علاجًا مبتكرًا لضحايا التراخوم، الذي كان عدوى بكتيرية غير قابلة للشفاء من قبل، كانت هذه العدوى تصيب الأجفان وتسبب العمى في كافة أنحاء آسيا والشرق الأوسط. أثبتت طريقته التي تعتمد على استخدام مزيج من المضادات الحيوية بشكل يشبه معجون الحلاقة فعاليتها، وطُبقت بنجاح على مئات المرضى.

### صمام هايملش
في عام 1962، اخترع هايملش صمام نزح الصدر المرفرف (الذي يدعى أيضًا صمام هايملش)، وفي عام 1969 مُنح براءة اختراع لجهازه. قال هايملش إن إلهامه جاء من رؤية الجنود الصينيين يموتون جراء جروح الرصاص التي تصيب صدورهم خلال الحرب العالمية الثانية، وهو ادعاء جادله فيه فريدريخ ويبستر، مساعد هايملش الطبي في الصين. يسمح تصميم الصمام بنزح الهواء والدم من جوف الصدر ليترك مجالًا للرئة المنخمصة لتعيد انتشارها. نُسب إلى هذا الاختراع الفضل في إنقاذ حياة مئات الجنو الأميركيين في حرب فيتنام.

### مناورة هايملش
نشر هايملش آراءه لأول مرة حول هذه المناورة في مقال غير رسمي في جريدة الطب الإسعافي في الأول من يونيو عام 1974. نشرت مجلة بوست-إنتيليجينس سياتل تقريرًا باستخدام إيساك بيها -وهو مالك مطعم متقاعد- هذه المناورة لإنقاذ ضحية أصيبت بالغصص، وهي إيرين بوشاغوس في مدينة بالفيو في واشنطن.
منذ عام 1976 وحتى 1985، شملت أدلة الإنقاذ من الغصص الصادرة عن جمعية القلب الأميركية والصليب الأحمر الأميركي تعليمات للمنقذين لإجراء سلسلة ضربات على الظهر لإزالة الانسداد الناجم عن الجسم الأجنبي (إف بي إيه أو)، وإذا فشلت هذه الضربات يجري المنقذون مناورة هايملش (المعروفة باسم «الدفعات البطنية»). بعد عقد مؤتمر جمعية القلب الأميركية في شهر يوليو عام 1985، أُزيلت ضربات الظهر من أدلة الإنقاذ من الغصص. ومن عام 1986 إلى 2005، أوصت الأدلة التي نشرتها جمعية القلب الأميركية والصليب الأحمر الأميركي بإجراء مناورة هايملش فقط لعلاج الغصص، ما يزال المعهد الوطني للصحة يطبق هذه المناورة على الأشخاص الواعيين الأكبر من سنة واحدة، وكذلك مجلس الأمن الوطني.
دعت جمعية القلب الأميركية في دليل الإنقاذ من الغصص الذي نشرته عام 2005 هذا الإجراء باسم «الدفع البطني». أقرت الأدلة الجديدة بأن دفعات الصدر والظهر قد تنجح في التعامل مع الغصص بشكل فعال.
في ربيع عام 2006، خفَّض الهلال الأحمر الأميركي استخدام مناورة هايملش، عائدًا بشكل أساسي إلى أدلة التدبير المنشورة قبل عام 1986. تنصح الأدلة الجديدة (الملقبة بـ «الخمسة والخمسة») بالتعامل مع الضحايا الواعيين بتطبيق خمس دفعات ظهرية بدايةً، وإذا فشلت هذه الطريقة في إزالة الغصص، يطبق المنقذون بعدها خمس دفعات بطنية.
بالنسبة للمرضى فاقدي الوعي، توصي الأدلة الجديدة باستخدام دفعات الصدر، وهي طريقة نُصح بها للمرة الأولى في دراسة نشرت عام 1976 من قبل كارليس غيلدنر، ووصلت دراسة أخرى أجراها أودون لانيل عام 2000 إلى نفس النتائج. أزالت الأدلة المنشورة عام 2006 عبارة «مناورة هايملش» واستبدلتها بعبارة «الدفعات البطنية».
أعاقت الادعاءات بسرقة هيملش للحالة من انتشار طريقة دفع البطن التي ابتكرها لعلاج الغرق. لم يشمل دليل الإنقاذ من الغرق الذي نشرته جمعية القلب الأميركية في عام 2005 استشهادات بعمل هايملش، وحذر من استخدام مناورة هايملش لإنقاذ الغرقى بحجة أنها غير مثبتة وخطيرة، وهذا بسبب خطورة حدوث الإقياء الذي يقود للاستنشاق عند تطبيقها.
في عام 2003، نشر زميل هايملش المدعو إدوارد باتريك بيانًا صحفيًا أظهر فيه نفسه مساعدًا مجهولًا على تطوير هذه المناورة. «أود أن أنال السمعة التي أستحقها لما حققته، لكنني لست مولعًا بذلك».
زعم هايملش أنه استخدم المناورة التي تحمل اسمه لإنقاذ ضحية غصص لأول مرة في 23 مايو من عام 2016، كان يبلغ من العمر 96 عامًا، إذ ذكرت التقارير إنقاذ حياة زميلته في الإقامة في دار كبار السن، والتي تدعى باتي ريس، ولكن في عام 2003 أخبر قناة «بي بي سي» أنه استخدمها من قبل للمرة الأولى على رجل غاصص في مطعم.
ادعى هايملش أن هذه الطريقة العلاجية التي تحمل اسمه أنقذت حياة أكثر من 50000 شخص. ولكن، وفقًا لمدرسة ساير في عام 2005 «رغم الانتشار الواسع لتعليم استخدام مناورة هايملش والتقنيات الأخرى لعلاج انسداد الطرق الهوائية الحاد، ما يزال معدل الوفيات ثابتًا».

### المعالجة بالملاريا
منذ أوائل ثمانينيات القرن العشرين، أيد هايملش المعالجة بالملاريا، وهي تعمد إصابة الشخص بالملاريا الحميدة بهدف علاجه من بعض الأمراض مثل السرطان وداء لايم، وحاليا فيروس عوز المناعة البشري. اعتبارًا من عام 2009، كانت هذه العلاجات غير ناجحة، وجذبت النقد من ناحية خطئها العلمي وخطورتها. رفضت إدارة الأدوية والأغذية الأميركية في الولايات المتحدة ومركز التحكم والوقاية من الأمراض استخدام المعالجة بالملاريا، ونعت اختصاصيو الصحة والمحامون عن حقوق الإنسان هذه الممارسة بالـ «شنيعة». أجرى معهد هايملش، وهو معهد تابع لجمعية دياكونيس أوف سينسيناتي، تجارب على العلاج بالملاريا في إثيوبيا رغم أن وزارة الصحة الإثيوبية كانت غافلة عن هذه النشاطات. أقر هايملش أن تجاربه البدئية على سبع عينات أعطت نتائج إيجابية، لكنه رفض التزويد بالمعلومات.
لا تملك هذه التجارب أي إشراف من لجنة المراجعة المؤسسية. تشير الدراسات التي أجريت في أفريقيا، حيث يشيع انتشار كل من الملاريا وفيروس نقص المناعة البشري، إلى أن العدوى المشتركة بالملاريا وفيروس نقص المناعة يزيد من الحمل الفيروسي، وأن الملاريا يمكن أن تزيد معدل انتشار فيروس نقص المناعة وتسرع تقدم المرض. بناء على دراسات مشابهة، وصف بول فارمر فكرة علاج فيروس نقص المناعة البشري بتصريحه: «يبدو هذا غير محتمل، إذ إن الأماكن التي تسبب فيها الملاريا أكبر الأضرار هي ذاتها التي يحصد فيها فيروس عوز المناعة أكثر ضحاياه».